# Landkreis Schwerin (Mecklenburg)
| Basisdaten            | Basisdaten    |
| --------------------- | ------------- |
| Bestandszeitraum      | 1933–1952     |
| Verwaltungssitz       | Schwerin      |
| Einwohner             | 35.811 (1939) |
| Gemeinden             | 134 (1939)    |
| Karte von Mecklenburg |               |
|                       |               |

Der Landkreis Schwerin war von 1933 bis 1952 ein Landkreis in Mecklenburg. Der Kreissitz befand sich in Schwerin. Das Kreisgebiet gehört heute zu den Landkreisen Nordwestmecklenburg und Ludwigslust-Parchim in Mecklenburg-Vorpommern.

## Geschichte
1933 wurde aus dem mecklenburgischen Amt Schwerin der Kreis Schwerin gebildet. Die Stadt Schwerin blieb kreisfrei. Mecklenburg-Schwerin wurde mit Mecklenburg-Strelitz 1934 zu einem Land Mecklenburg vereinigt. Nach dem Zweiten Weltkrieg wurde die Bezeichnung des Kreises in Landkreis Schwerin geändert. Der Landkreis gehörte nun zum Land Mecklenburg-Vorpommern in der Sowjetischen Besatzungszone. Der Name des Landes wurde 1947 in Mecklenburg geändert. Seit 1949 gehörte es zur DDR.
Am 1. Juli 1950 wechselte die Gemeinde Rögnitz aus dem Landkreis Schwerin in den Landkreis Hagenow.
Bei der Gebietsreform von 1952 wurde eine neue Kreisstruktur geschaffen:
- Die drei Gemeinden Dalliendorf, Dambeck und Gallentin aus dem Norden des Landkreises kamen zum Kreis Wismar-Land.
- Der Nordwestteil des Landkreises mit der Stadt Gadebusch sowie den Gemeinden Badow, Botelsdorf, Breesen, Dragun, Drieberg, Ganzow, Gottesgabe, Groß Renzow, Groß Salitz, Groß Welzin, Holdorf, Jarmstorf, Kneese, Krembz, Lützow, Mühlen Eichsen, Pätrow, Perlin, Pokrent, Roggendorf, Rosenhagen, Rosenow, Schönfeld, Stöllnitz, Veelböken und Vietlübbe kam zum Kreis Gadebusch.
- Der Südostteil des Landkreises bestand als Kreis Schwerin-Land fort.
- Die Kreise Gadebusch und Schwerin-Land wurden dem Bezirk Schwerin und der Kreis Wismar-Land wurde dem Bezirk Rostock zugeordnet.

## Landräte
- 1933–1937 Carl August von Bülow
- 1937–1944 Karl Bötefür

## Einwohnerentwicklung
| Einwohner | 1925 (Amt) | 1933   | 1939   | 1946   |
| --------- | ---------- | ------ | ------ | ------ |
|           | 36.511     | 39.174 | 35.811 | 73.524 |

Die Einwohnerzahlen der Städte des Landkreises im Jahre 1939:
| Crivitz   | 3.324 |
| Gadebusch | 2.629 |

## Städte und Gemeinden
Im Jahre 1939 umfasste der Landkreis Schwerin zwei Städte und 130 weitere Gemeinden:
| - Alt Meteln - Alt Steinbeck - Amts Bauhof - Augustenhof - Badow - Banzkow - Barner Stück - Barnin - Basthorst - Bentin - Böken - Boldela - Botelsdorf - Breesen - Brüsewitz - Buchholz b. Gadebusch - Buchholz b. Ventschow - Buerbeck - Bülow - Cambs - Consrade - Cramonshagen - Crivitz, Stadt - Dalberg - Dalliendorf - Dambeck - Demen - Dragun - Drieberg, Dorf - Drieberg, Hof - Drispeth - Dümmer - Dümmerstück - Dutzow | - Flessenow - Frauenmark - Gadebusch, Stadt - Gallentin - Ganzow - Gneven - Godern - Göhren - Goldenstädt - Görslow - Gottesgabe - Gottmannsförde - Grambow - Groß Brütz - Groß Renzow - Groß Rogahn - Groß Salitz - Groß Welzin - Güstow - Herren Steinfeld - Holdorf - Holthusen - Jamel - Jarmstorf - Käselow - Kirch Stück - Kleefeld - Klein Hundorf - Klein Rogahn - Klein Salitz - Klein Welzin - Kneese, Dorf - Kneese, Hof - Kobande | - Kothendorf - Krembz - Kritzow - Krummbeck - Langen Brütz - Leezen - Lehmkuhlen - Liessow - Lübesse - Lübstorf - Lützow - Meteln - Mirow - Möllin - Moltenow - Mühlen Eichsen - Mühlenbeck - Neu Schlagsdorf - Pampow - Passow - Pätrow - Peckatel - Perlin - Pinnow - Plate - Pokrent - Prestin - Raben Steinfeld - Radepohl - Rampe - Rastow - Retgendorf - Roggendorf - Rögnitz | - Rosenhagen - Rosenow - Rubow - Rugensee - Runow - Ruthenbeck - Schönfeld - Schönwolde - Schossin - Stöllnitz - Stralendorf - Sukow - Sülstorf - Sülte - Tramm - Uelitz - Veelböken - Vietlübbe - Wakenstädt - Walsmühlen - Warsow - Webelsfelde - Wendelstorf - Wessin - Wittenförden - Wüstmark - Zapel, Dorf - Zapel, Hof - Zickhusen - Zietlitz - Zittow - Zülow |

In den 1930er Jahren gab es mehrere Eingemeindungen:
- Barnin, Hof, 1938 zu Barnin
- Dümmerhütte, 1939 zu Dümmer
- Friedrichsthal, 1936 zu Schwerin
- Groß Medewegen, 1936 zu Schwerin
- Klein Medewegen, 1936 zu Schwerin
- Klein Trebbow, 1938 zu Barner Stück
- Krebsförden, 1936 zu Schwerin
- Mueß, 1936 zu Schwerin
- Neu Steinbeck, 1939 zu Alt Steinbeck
- Warnitz, 1936 zu Schwerin
- Wickendorf, 1936 zu Schwerin